# Кумляк (село)
Кумля́к — село в Уйском районе Челябинской области России. Административный центр и единственный населённый пункт Кумлякского сельского поселения.

## География
Через село протекает одноимённая река. Расстояние до районного центра села Уйского 20 км.

## Население
| 2002 | 2010 | 2011 | 2012 | 2013 | 2014 | 2015 |
| ---- | ---- | ---- | ---- | ---- | ---- | ---- |
| 827  | ↘799 | ↘797 | ↘763 | ↘753 | ↘731 | ↘715 |
| 2016 | 2017 | 2018 | 2019 | 2020 | 2021 |      |
| ↘709 | ↘693 | ↘684 | ↘671 | ↘655 | ↘647 |      |

По данным Всероссийской переписи, в 2010 году численность населения села составляла 799 человек (375 мужчин и 424 женщины).

## Улицы
Уличная сеть села состоит из 12 улиц.